# Campeonato Europeo de Tiro al Plato de 2010
El XXXIX Campeonato Europeo de Tiro al Plato se celebró en Kazán (Rusia) entre el 26 de junio y el 3 de julio de 2010 bajo la organización de la Confederación Europea de Tiro (ESC) y la Unión Rusa de Tiro Deportivo.
Las competiciones se realizaron en el Campo de Tiro Sviyaga de la ciudad rusa. 

## Resultados

### Masculino
| Evento               | Oro                                         | Plata                                 | Bronce                           |
| -------------------- | ------------------------------------------- | ------------------------------------- | -------------------------------- |
| Foso (28.06)         | Alberto Fernández Muñoz · España · 147 pts. | Giovanni Pellielo · Italia · 146 pts. | Derek Burnett Irlanda 144 pts.   |
| Foso (equipos)       | República Checa ·                           | Italia ·                              | Turquía                          |
| Doble foso (30.06)   | Francesco D'Aniello · Italia · 191          | Peter Wilson Reino Unido 187          | Håkan Dahlby · Suecia · 186      |
| Doble foso (equipos) | Italia ·                                    | Rusia ·                               | Reino Unido                      |
| Skeet (03.07)        | Jan Sychra · República Checa · 148          | Anthony Terras Francia 146+2          | Ralf Buchheim · Alemania · 146+1 |
| Skeet (equipos)      | República Checa ·                           | Rusia ·                               | Francia                          |

### Femenino
| Evento          | Oro                                 | Plata                                | Bronce                              |
| --------------- | ----------------------------------- | ------------------------------------ | ----------------------------------- |
| Foso (27.06)    | Susanne Kiermayer · Alemania · 93   | Zuzana Štefečeková · Eslovaquia · 88 | Jana Beckmann · Alemania · 87       |
| Foso (equipos)  | Alemania ·                          | Reino Unido                          | España ·                            |
| Skeet (02.07)   | Danka Barteková · Eslovaquia · 93+4 | Svetlana Demina · Rusia · 93+3       | Lenka Barteková · Eslovaquia · 93+3 |
| Skeet (equipos) | Eslovaquia ·                        | Rusia ·                              | Chipre                              |

## Medallero
| Núm. | País            | Oro | Plata | Bronce | Total |
| ---- | --------------- | --- | ----- | ------ | ----- |
| 1    | República Checa | 3   | 0     | 0      | 3     |
| 2    | Italia          | 2   | 2     | 0      | 4     |
| 3    | Eslovaquia      | 2   | 1     | 1      | 4     |
| 4    | Alemania        | 2   | 0     | 2      | 4     |
| 5    | España          | 1   | 0     | 1      | 2     |
| 6    | Rusia           | 0   | 4     | 0      | 4     |
| 7    | Reino Unido     | 0   | 2     | 1      | 3     |
| 8    | Francia         | 0   | 1     | 1      | 2     |
| 9    | Chipre          | 0   | 0     | 1      | 1     |
|      | Irlanda         | 0   | 0     | 1      | 1     |
|      | Suecia          | 0   | 0     | 1      | 1     |
|      | Turquía         | 0   | 0     | 1      | 1     |
|      | TOTAL           | 10  | 10    | 10     | 30    |